# 29687 Mohdreza
A 29687 Mohdreza (ideiglenes jelöléssel (29687) 1998 XL78) a Naprendszer kisbolygóövében található aszteroida. A LINEAR projekt keretében fedezték fel 1998. december 15-én.